# 玛利亚·奥希萨洛
玛利亚·卡罗利娜·奥希萨洛（1985年3月8日—），出生於赫尔辛基，是芬兰政治家和社會學者。她在2019年曾任芬兰内政部长（2021年時放產假而離任），2019至2023年前担任绿色联盟党主席。現任芬蘭環境與氣候變化部長。她曾自2015年出任綠色聯盟副主席，也曾任绿黨青年和学生协会联合主席。
奥希萨洛從2017年起為赫尔辛基市議會議員。在2019年举行的议会选举中，她第一次当选赫尔辛基選区的芬蘭國會议员。

## 資料來源
1. ↑  .   [2022-12-12]. （原始内容存档于2023-03-31）.
2. ↑  . 这就是芬兰. 2019-04-17  [2019-06-08]. （原始内容存档于2019-05-01） （中文（中国大陆））.
3. ↑  . www.trt.net.tr.   [2019-06-08] （中文（中国大陆））.
4. ↑  de Fresnes, Tulikukka. . Yle. 2019-06-15  [2019-06-15]. （原始内容存档于2019-06-18） （芬兰语）.
5. ↑  Korkki, Jari. . Yle Uutiset. 2015-06-06  [2015-06-06]. （原始内容存档于2015-10-30）.
6. ↑  Pohjanpalo, Olli. . Helsingin Sanomat. 11.4.2013  [2.10.2013]. （原始内容存档于2013-10-19）.
7. ↑  Lapintie, Lassi. . YLE Uutiset. 2013-11-23  [2013-11-25]. （原始内容存档于2016-03-15）.

## 外部連結
- 官方网站
- 玛利亚·奥希萨洛的Facebook專頁